# Szent Anna-templom (esztergomi ferences templom)
A Szent Anna Kerektemplomhoz lásd: Szent Anna-plébániatemplom (Esztergom)!
Az egykori vízivárosi ferences templomhoz lásd: Szent Kereszt felmagasztalása templom (Esztergom)!

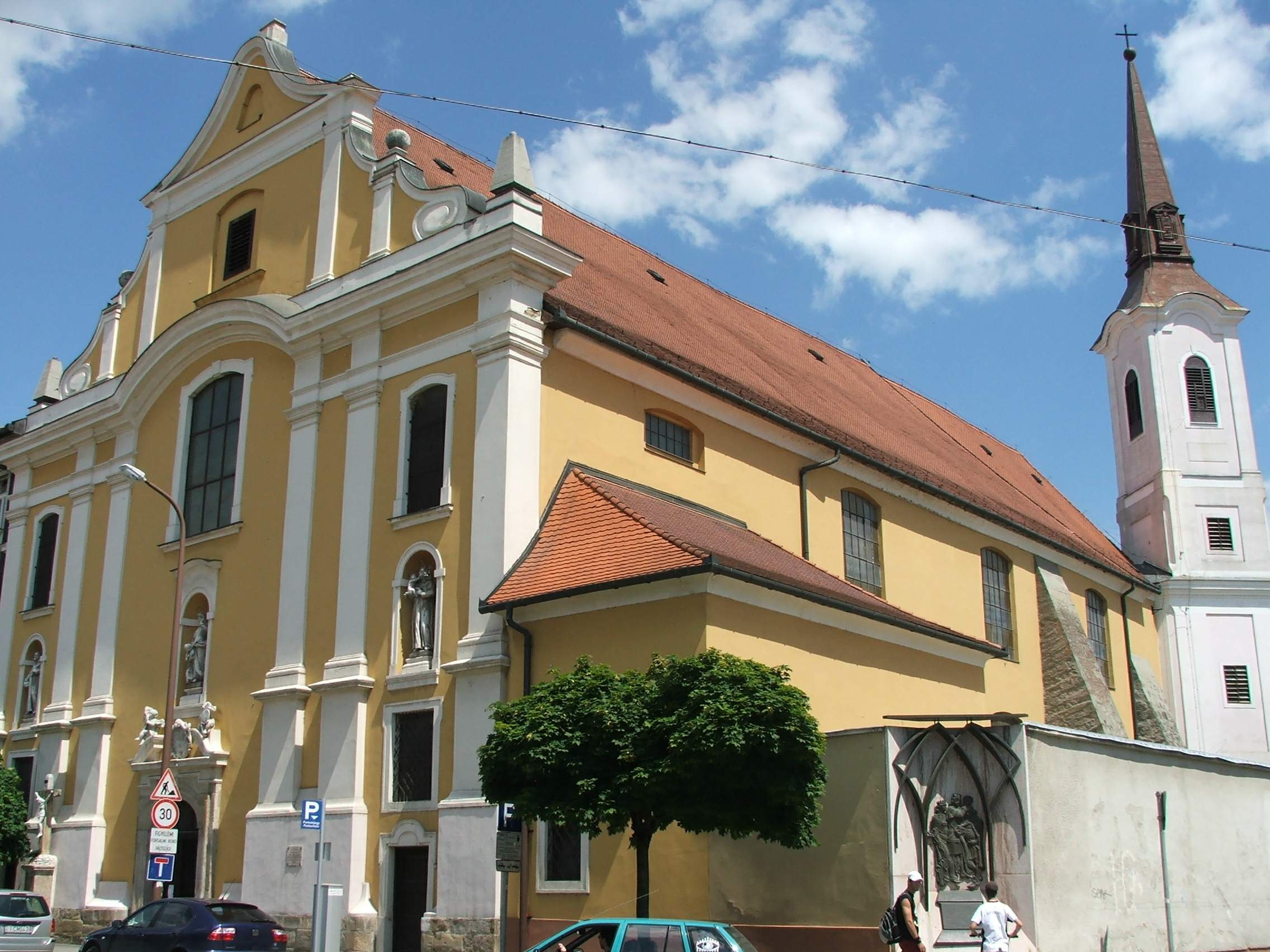
A templom és a IV. Béla temetkezési helyét jelző dombormű

Az esztergomi belvárosban, a Bottyán János utcában álló műemléki Szt. Anna, vagy közismert nevén ferences templom és kolostor a barokk Esztergom legkorábbi építészeti emléke. Részben a középkori Segítő Szűz Máriáról nevezett ferences templom és kolostor maradványaira épült.

## Története
Az eredeti templomot 1224-ben építették a ferences szerzeteseknek, akik az 1220-as évek elején, még assisi Szent Ferenc életében jelentek meg Esztergomban. Ebbe a templomba temetkezett IV. Béla és családja, a sír pontos helye nem ismert. Az eredeti templom és a kolostor a maitól kissé nyugatra álltak. Ezek az Oszmán Birodalom térhódítása során pusztultak el. A mai épületet a török hódoltság után, 1700-1717 között emelték. Ekkorra a templom homlokzata, hajója és a rendház földszintjének egy része készült el, teljes befejezése 1755-ig tartott. Tornya 1753-ban épült, a hagymasisak csak 1837-ben, Packh János tervei szerint. 1838-ban, az árvíz után a templom Bottyán utcára néző oldalát támpillérekkel erősítették meg. Az árvízkor pusztultak el Lucas de Schram freskói, ezért Schubert Jakab prágai festő újrafestette 1857-ben. 1886-ban új tornyot építettek Simor János érsek költségén, Prokopp János uradalmi építész tervei szerint. 1914-ben ben Juhari Károly újrafestette a templomot, és átalakították a berendezést is. 1989–90-ben teljesen felújították az épületet.

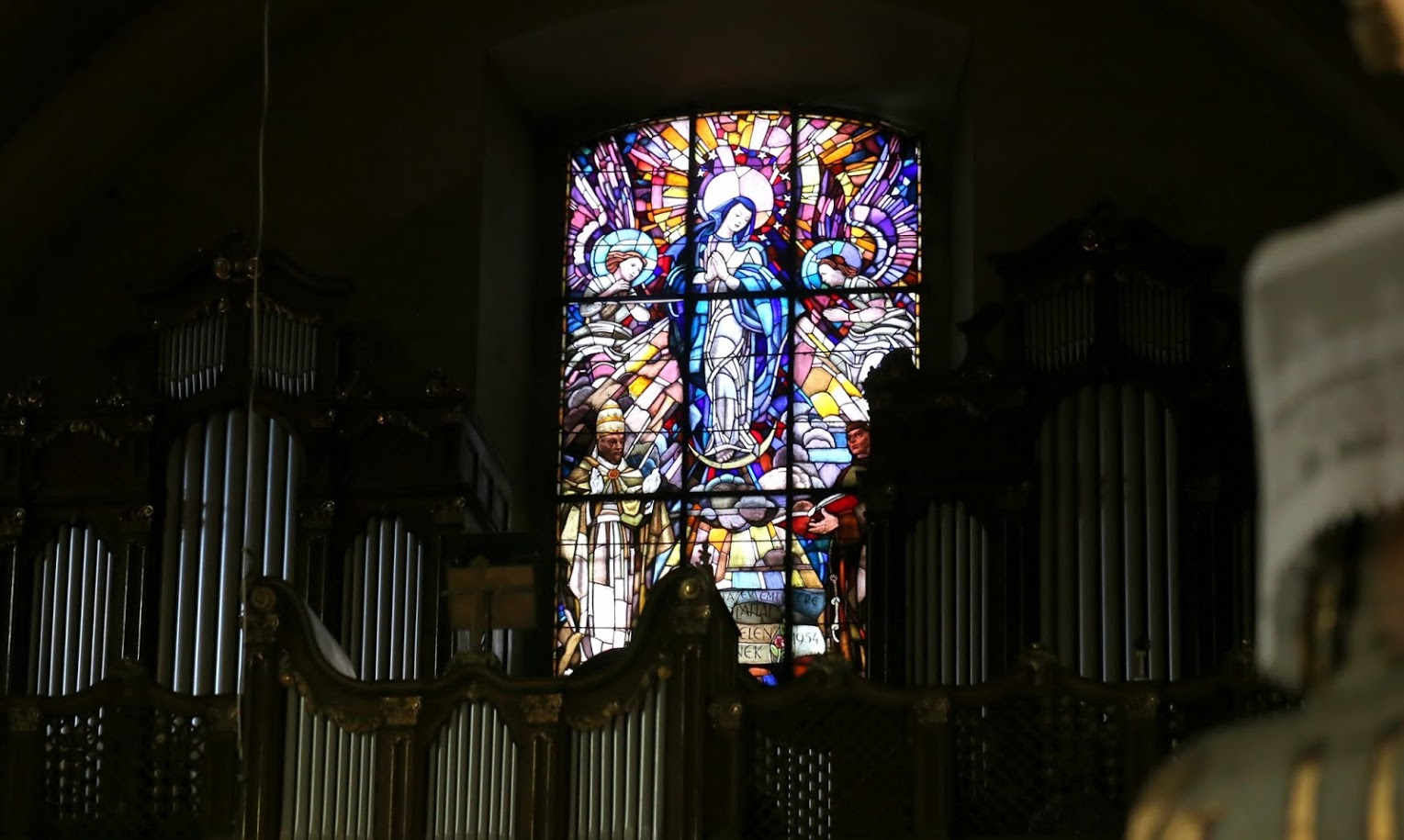
A templom orgona-karzata

## Leírása
A szentély délkeleti sarkához, átlósan csatlakozik a harangtorony, a hajó déli falához csatlakozik a Lorettói-kápolnával. Északról a ferences rendházzal épült össze. A homlokzaton, a szoborfülkékben három ferences szent szobra áll. Berendezése jellemzően barokk, a 18. század második feléből és végéről.